# Antígona (Mysliveček)
Antígona (título original en italiano, Antigona) es una ópera seria en tres actos con música de Josef Mysliveček y libreto en italiano de Gaetano Roccaforte. 

## Historia
La ópera se estrenó en el Teatro Regio en Turín el 26 de diciembre de 1773, a comienzos de la temporada operística del carnaval de 1774. Las producciones de ópera en la corte real de Turín, que sólo se financiaban en la temporada de carnaval que tenía lugar a comienzos de cada año, eran famosas por su lujosa puesta en escena. Antígona fue la última ópera que Mysliveček compuso para Turín; no hay información referente a su recepción. El miembro más destacado del elenco fue el castrato Venanzio Rauzzini. 
Esta ópera rara vez se representa en la actualidad; en las estadísticas de Operabase aparece con sólo 2 representaciones en el período 2005-2010, en Praga y Schloss Rheinsberg en 2006. La ópera se ha repuesto en Biel, Suiza, en 2011, con el rol titular cantado por la soprano mexicana Rosa Elvira Sierra (director de escena Andreas Rosar, director musical Moritz Caffier). Esta última producción fue también representada en octubre de 2011 en Szeged.

## Personajes
| Personajes | Tesitura         | Reparto del estreno, 26 de diciembre de 1773, Teatro Regio, Turín |
| ---------- | ---------------- | ----------------------------------------------------------------- |
| Antígona   | soprano          | Elisabetta Teuber                                                 |
| Creonte    | tenor            | Giuseppe Afferri                                                  |
| Euristeo   | soprano castrato | Venanzio Rauzzini                                                 |
| Ermione    | soprano          | Francesca Varrese                                                 |
| Learco     | soprano castrato | Lorenzo Piatti                                                    |
| Alceste    | soprano          | Teresa Silvani                                                    |

## Grabación
- Un aria de Antígona está disponible en una colección grabada por la soprano checa Zdena Kloubová: "Rendi il mar" con el texto sustituido "Nil me gladius vel parmo" debido al uso de una fuente de la colección de música eclasiástica bohemia; la grabación es Panton 81 1044-2231 (1992) con la Orquesta de cámara Benda, Miroslav Hrdlička dirigiendo.
- Un aria de Antígona también ha sido grabada por la mezzosoprano checa Magdalena Kožená: "Sarò qual è del torrente"; la grabación es Deutsche Grammophon 0289-4776153 (2002) con la Filarmonia de Praga y Michel Swierczewski dirigiendo.[2][3]